# Rustikalland
Unter Rustikalland verstand man im Mittelalter Bauernland, welches von halbfreien Bauern bewirtschaftet wurde. Die Bauern waren nur Pächter und keine Besitzer des Rustikallandes.
Neben der Pacht in Naturalien und Geld mussten sie auch den Robot (Fron) leisten.